# Ankaratrix
Genre
Ankaratrix est un genre d'opilions laniatores de la famille des Triaenonychidae.

## Distribution
Les espèces de ce genre sont endémiques de Madagascar.

## Liste des espèces
Selon World Catalogue of Opiliones (23/05/2021) :
- Ankaratrix cancrops Lawrence, 1959
- Ankaratrix illota Lawrence, 1959

## Publication originale
- Lawrence, 1959 : « Arachnides-Opilions. » Faune de Madagascar, vol. 9, p. 1–121.